# Вельямінов Володимир Іванович
Володимир Іванович Вельямінов — воєвода XVI століття на службі царя Московського Івана IV Васильовича Грозного і Федора I Івановича.
У 1575—1577 роках служив у Туровлі, у 1579—1581 — в Озерищах.
В серпні 1590 року був 3-м воєводою в «Новєгородці в Сіверському по черкасським вестям».
У лютому 1591 призначений 1-м воєводою до Путивля. У грудні того ж року відпущений до Москви.
У 1592—1594 роках служив воєводою в Данкові «місто робить і в облозі…», потім був направлений до Путивля і залишався там до літа 1597 року.